# Johann Georg Bossi

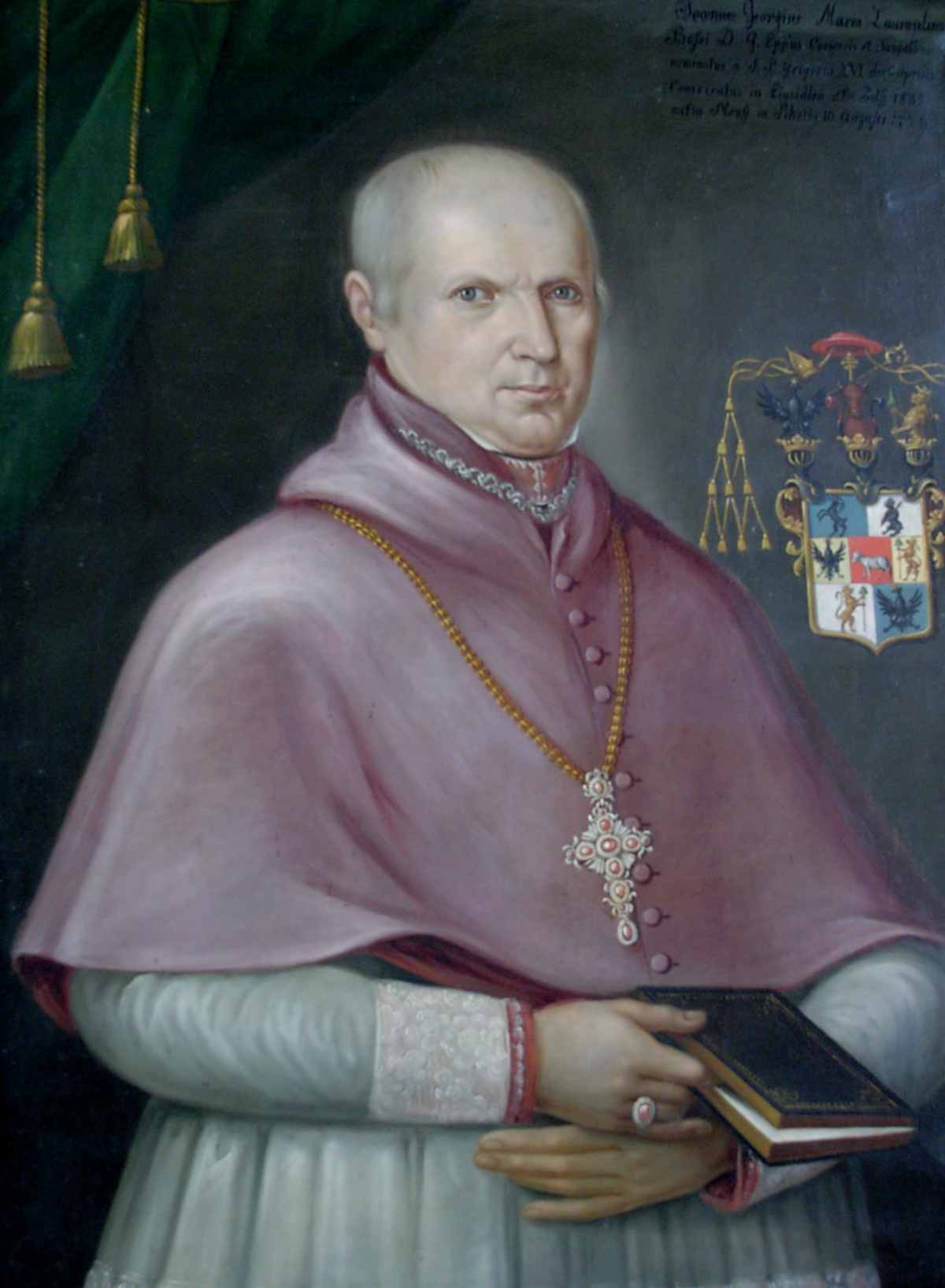
Johann Georg Bossi

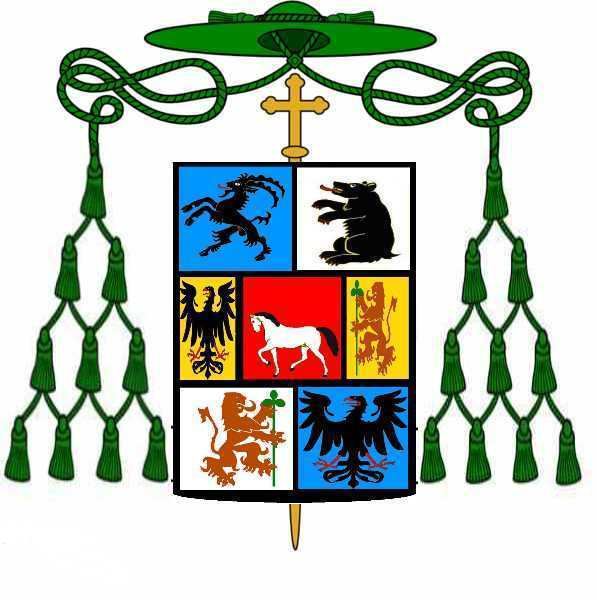
Wappen des Bischofs von Chur-St. Gallen

Johann Georg Maria Lorenz Bossi (* 10. August 1773 in Mon, Graubünden; † 9. Januar 1844 in Chur) war römisch-katholischer Bischof des vereinigten Bistums Chur-St. Gallen.

## Leben
Der Sohn des Landwirts Paul Jakob Johann Peter Bossi und dessen Ehefrau Maria Barbara Katharina, geb. Wiezel, besuchte zunächst das Gymnasium in Feldkirch und dann in Ottobeuren. Nach dem Abitur trat er in das Priesterseminar in Chur ein. Als Alumnus studierte er 1791 Philosophie und Theologie am Schweizerischen Colleg (Collegium Helveticum – Collegio Elvetico) in Mailand. Nach Beendigung seiner Studien empfing er am 15. April 1797 die Priesterweihe. Kurzzeitig Erzieher auf Schloss Burg Löwenberg ob Schluein in der Surselva, war er 1799–1800 Pfarrer in Trimmis und 1800–1824 Pfarrer in seiner Heimatgemeinde Mons. 1818 wurde er Dekan des Landkapitels „Ob und Unter dem Schyn“. 1826 berief ihn Bischof Karl Rudolf von Buol-Schauenstein als Domscholaster ins Churer Domkapitel. Nach dem Tod Bischofs Schauenstein am 23. Oktober 1833 wurde Johann Georg Bossi vom Domkapitel am 29. desselben Monats zum Kapitelsvikar gewählt; für St. Gallen ernannte das Domkapitel den Kanoniker Johann Nepomuk Zürcher zum Bistumsverweser.
Die päpstliche Bulle zur Errichtung des Doppelbistums sah vor, dass die künftigen Bischöfe von beiden Kapiteln gewählt werden. Zum ersten Mal gefordert, konnten sie sich nicht einigen, sie ließen die Wahlfrist verstreichen, sodass der Heilge Stuhl am 19. November 1834 Johann Georg Bossi als seinen Kandidaten vorstellte und dessen Ernennung am 6. April 1835 durch Papst Gregor XVI. erfolgte. Die Bischofsweihe spendete ihm am 5. Juli 1835 in der Stiftskirche von Kloster Einsiedeln der Apostolische Nuntius in der Schweiz Filippo de Angelis, Mitkonsekratoren waren der Abt von Kloster Einsiedeln, Cölestin Müller und der Abt von Kloster Pfäfers, Plazidus Pfister. Die weltlichen Organe von Chur und St. Gallen sowie das Domkapitel von St. Gallen lehnten den Bischof ab und verweigerten ihm die Anerkennung. Der Einzug in die bischöflichen Wohnräume wurde ihm durch Versiegelung verwehrt. Auf Druck von oben wurde Bossi in St. Gallen nur als Apostolischer Vikar und das nur „provisorisch“ anerkannt. Dem Klerus blieb jeder Kontakt zu Bischof Bossi bei Strafandrohung untersagt. Die Ausübung der bischöflichen Jurisdiktion im Kanton St. Gallen und der Gebrauch des bischöflichen Siegels mit der Aufschrift „Bischof von Chur und St. Gallen“ wurde verboten. Papst Gregor XVI., der von den Vorgängen erfuhr, zerschlug das Doppelbistum, unterstellte das ehemalige Hochstift direkt dem Heiligen Stuhl und ernannte Johann Peter Mirer zum Apostolischen Vikar und ab 20. April 1847 zum Bischof des am 8. April neu gegründeten Bistums St. Gallen. Im Jahre 1838 löste der Kanton Glarus seine Verbindung mit dem Bistum Chur. Gegen massiven Widerstand des Bischofs übernahm die Kantonsregierung die dem Priesterseminar St. Luzi angeschlossene Knabenschule als katholische Kantonsschule.
Bossi verfasste einige Gebetbücher in rätoromanischer Sprache.
1838 erlitt Bischof Johann Georg Bossi einen Schlaganfall, der seine Tätigkeit sehr einschränkte, er konnte das Bischofshaus nicht mehr verlassen. In Kaspar de Carl ab Hohenbalken erhielt er 1843 einen Koadjutor, der ihm auf dem Bischofsstuhl von Chur nachfolgte.
Am 9. Januar 1844 starb Johann Georg Bossi in Chur und wurde auf dem Friedhof neben der Kathedrale „Mariä Himmelfahrt“ in Chur beigesetzt.